# Pļavnieki
Pļavnieki est un voisinage de la banlieue de Latgale à Riga en Lettonie.

## Géographie
Pļavnieki est le quartier le plus densément peuplé de Riga.
Il est voisin des quartiers de Purvciems, Dreiliņi, Škirotava et Dārzciems.
Au nord-est de Pļavnieku se trouve la frontière de Riga, au-delà de laquelle commence la paroisse Stopiņu du comté de Ropaži.
Les limites du quartier de Pląvnieki sont les rues Lubānas iela, Ilūkstes iela, Augusta Deglava iela.
La superficie totale du quartier de Płavnieki est de 2,985 km2, soit environ 40% de moins que la superficie moyenne des quartiers de Riga.
La longueur du périmètre du quartier est de 7 664 mètres.

## Transports
Les transports publics urbains du quartier
| Bus | Trolleybus                                                   |
| --- | ------------------------------------------------------------ |
| - 3: Daugavgrīva — Pļavnieki - 6: Centrālā stacija — Dreiliņi - 13: Babītes stacija — Kleisti — Preču 2 - 15: Dārziņi — Jugla - 20: Pētersalas iela — Pļavnieku kapi - 31: Dārziņi — Jugla - 34: Centrāltirgus — Saulīši - 47: Abrenes iela — Šķirotava-Getliņi - 48: Pļavnieku kapi — Sarkandaugava - 49: MAN TESS — Rumbula - 51: Abrenes iela — Ulbroka - 52: Abrenes iela — Pļavnieku kapi | - 16: Pļavnieki — Šmerlis - 22: Centrālā stacija — Pļavnieki |